# (73957) 1997 VF7
(73957) 1997 VF7 – planetoida z pasa głównego asteroid okrążająca Słońce w ciągu 5,27 lat w średniej odległości 3,03 j.a. Odkryta 2 listopada 1997 roku.